# Normenliste DIN 2000 bis DIN 2499
Die Normenliste DIN 2000 bis DIN 2499 listet alle aktuellen Normen und viele historische Norm-Ausgaben des Nummernbereichs 2000 bis 2499.
DIN – Deutsches Institut für Normung e. V. – ist die nationale Normungsorganisation der Bundesrepublik Deutschland mit Sitz in Berlin.
Erläuterungen zur Liste
- DIN-EN-Normen, DIN-EN-ISO-Normen, DIN-ISO-Normen, Vornormen und Normentwürfe werden in dieser Aufstellung nicht angeführt.
- Die bei älteren Normausgaben verwendete Bezeichnung „Blatt“ wurde einheitlich in „Teil“ überführt.
- Neben der Norm-Nummer ist das Ausgabedatum angegeben. Ausgabe 9.1981 bedeutet, dass die Norm im September 1981 erschienen ist.
- Kreuzausgabe: Ist dem Ausgabedatum ein x angehängt, beispielsweise Ausgabe 9.1949x, wurde die Norm in der Folge nur geringfügig geändert und behält ihre Gültigkeit.
- Wenn nicht gesondert vermerkt, ist das Zurückziehungsdatum einer alten Norm gleich dem Ausgabedatum der ersetzenden Norm(en).
- Die Eintragung „→ aktuell“ bedeutet, dass die Norm derzeit (Stand Juni 2017) gültig ist.